# Лацкан

Лацкан прямоугольной формы

Лацкан заострённой формы

Лацкан наклонной формы

Ла́цкан — одна из половинок грудной части распашной одежды, особенно верхний конец; отвороты на груди.
В пиджаках лацканы — отвороты, доходящие до верхних пуговиц. Бывают различной ширины, а также трёх видов: заострённой формы; прямоугольной формы и наклонной («падающей») формы; а также сплошные, когда лацкан и воротник составляют одно целое («апаш»).

## История
Слово «лацкан» происходит от нем. Latz — то же или уменьш. Lätzchen от итал. laccio «шнур, аркан, петля», дале из лат. laqueus «силок, петля». В русском впервые — в Уставе морском 1724 года.
Ранее лацканами назывались цветные отвороты мундира, но впоследствии название это дано особым кускам сукна, настёгивающимся при парадной форме на мундир и входившим в состав обмундирования некоторых воинских частей. В начале XX века они сохранялись в России только в гвардейских уланских полках.